# Brestovec (Trenčín)
Brestovec (in ungherese Brezóvölgy) è un comune della Slovacchia facente parte del distretto di Myjava, nella regione di Trenčín.